# Муріло Соуза
Муріло де Соуза Фелісберто (порт.-браз. Murilo de Souza Felisberto; нар. 17 травня 1996, Турво, Санта-Катарина, Бразилія) — бразильський футболіст, півзахисник «Львова». Має також італійське громадянство.

## Життєпис
Вихованець дитячо-юнацької академії «Греміо». Згодом перебрався до «Крузейро». На початку липня 2015 року перебрався до Європи, виступав за молодіжну команду «Спортінга Б». Проте закріпитися в Європі не вдалося й через півроку повернувся до Бразилії, де виступав за молодіжні команди «Інтернасьйонала».
Дорослу футбольну кар'єру розпочав на початку 2018 року в складі АБК. Окрім вище вказаного клубу виступав у чемпіонатах штату за «Лагарту», «Рівер» та «Ігрежинью». Наприкінці серпня 2021 року виїхав на Близький Схід, де підписав контракт з «Хеттеном». За вище вказану команду зіграв 24 матчі та відзначився 3-ма голами. Наприкінці липня 2021 року перейшов до бахрейнської «Будайї». У першому колі вищого дивізіону бахрейнського чемпіонату зіграв 19 матчів та відзначився 1-м голом, але не зміг допомогти клубу здобути хоча б одну перемогу.
Наприкінці лютого 2023 року підсилив «Львів». У футболці городян дебютував 18 березня 2023 року в нічийному (2:2) домашньому поєдинку 18-го туру Прем'єр-ліги України проти криворізького «Кривбасу». Муріло вийшов на поле на 72-й хвилині, замінивши Ахмеда Алібекова.